# Fene
Fene és un municipi de la província de la Corunya a Galícia. Aquest nucli costaner està situat al Nord Oest de Galícia, pertany a la comarca de Ferrol.

## Monuments
- Església del diví Salvador de Fene
- Ajuntament (casa constitucional)
- Pont medieval sobre el riu Belelle
- Monument al pallaso
- "Museo do Humor"

## Parròquies
- Barallobre (Santiago)
- Fene (San Salvador)
- Limodre (Santa Eulalia)
- Magalofes (San Xurxo)
- Maniños (San Salvador)
- Perlío (Santo Estevo)
- San Valentín (San Valentín)
- Sillobre (Santa Mariña)

## Economia
La seva principal activitat econòmica, durant la segona meitat del segle xx, va anar la construcció naval, desenvolupada des del 1941 amb la fundació d'Astano. Diverses crisis en el sector van desembocar en successives reconversions les conseqüències de les quals s'arrosseguen en l'actualitat, amb elevada taxa d'atur i una dubitativa recuperació econòmica.